# Diospyros fragrans
Diospyros fragrans är en tvåhjärtbladig växtart som beskrevs av Robert Louis August Maximilian Gürke. Diospyros fragrans ingår i släktet Diospyros och familjen Ebenaceae. Inga underarter finns listade i Catalogue of Life.